# Centri di riparazione e riuso
I centri di riparazione e riuso sono strutture destinate al riutilizzo di beni usati. In base all'approccio usato nel progetto Life+ PRISCA, i Centri di Riuso reimmettono in circolazione grandi volumi di oggetti riutilizzabili a fronte di un certo livello di integrazione con la gestione dei rifiuti (in termini di riutilizzo e preparazione al riutilizzo) . Ma in realtà, come riferito dal Rapporto Nazionale sul Riutilizzo 2021 e da esperti del settore, i Centri di Riuso non hanno una definizione certa. Nel Rapporto è scritto che: "non esiste una definizione chiara ed univoca di questa attività: quali caratteristiche dovrebbe avere, per essere chiamata Centro di riuso” un’attività che riceve e distribuisce beni usati? Se la distribuzione è caratterizzata da una transazione economica, cosa distingue un Centro di Riuso da un qualsiasi punto vendita dell’usato? E se tale distribuzione è gratuita cosa distingue un Centro di Riuso da una qualsiasi Parrocchia o centro Caritas? Ciò ancora non è chiaro anche se, per prassi, si tende a definire “centro di riuso” un luogo adiacente a un centro di raccolta comunale dove vengono intercettati e distribuiti beni usati “salvandoli” dal flusso dei rifiuti urbani"
Nella prassi, sono chiamate "Centri di Riuso" strutture costituite in prevalenza da locali o aree al chiuso possono essere composti anche da spazi coperti o completamente all'aperto. Le aree prevedono il solo trattamento di oggetti dismessi come computer, biciclette, elettrodomestici, componenti elettronici o di varia ferramenta, infissi, sanitari, abbigliamento, mobili, articoli di produzione industriale o manufatti in generale.

## Motivazioni
La motivazione principale di tali Centri consiste nella necessità di prevenire lo spreco delle risorse tramite la promozione di un uso razionale delle stesse. In questo senso risulta indispensabile dimostrare la possibilità concreta di prolungare il ciclo vitale dei beni erroneamente considerati scarti dalla cultura contemporanea dell'usa e getta, mettendone in risalto lo sperpero legato alle dinamiche del consumismo. Le ragioni più ricorrenti dipendono dall'influenza che esercitano le novità del mercato sulle mode o stili di vita, dalla perdita di funzionalità o necessità, dalla mancanza di spazio nelle proprie abitazioni o nei luoghi di lavoro, dalla presenza di danni lievi, dallo stato di usura, e da motivazioni sentimentali.

## Obiettivi
L'obiettivo principale dei centri di riuso è la riduzione dei rifiuti o la preparazione al riutilizzo dei rifiuti, al fine di ridurre i volumi di materiali post-consumo smaltiti in discarica o negli inceneritori. Ma grazie ai centri di riuso possono anche essere raggiunti obiettivi di occupazione, integrazione sociale, solidarietà.

## Principi correlati
Nel contesto allargato al rispetto dell'ambiente in termini di sviluppo sostenibile, questi Centri sono la prima strategia in attuazione del principio "da rifiuti a risorse" di Zero Rifiuti. Qualora un bene in disuso sia considerato al pari di un rifiuto è comunque prioritario valutarne il possibile riutilizzo. Per cui i Centri di Riparazione e Riuso contribuiscono direttamente alla corretta chiusura del ciclo dei rifiuti evidenziando la pratica da esercitare prima di valutare le successive strategie del recupero rappresentate in primo luogo dalla raccolta differenziata porta a porta e dagli impianti di riciclo.

## Caratteristiche
Le caratteristiche strutturali dipendono dal bacino di utenza. La condizione ottimale si ottiene predisponendo un'area minima di circa 1500 — 2000 m² ogni 100 000 abitanti. 

## Realizzazioni

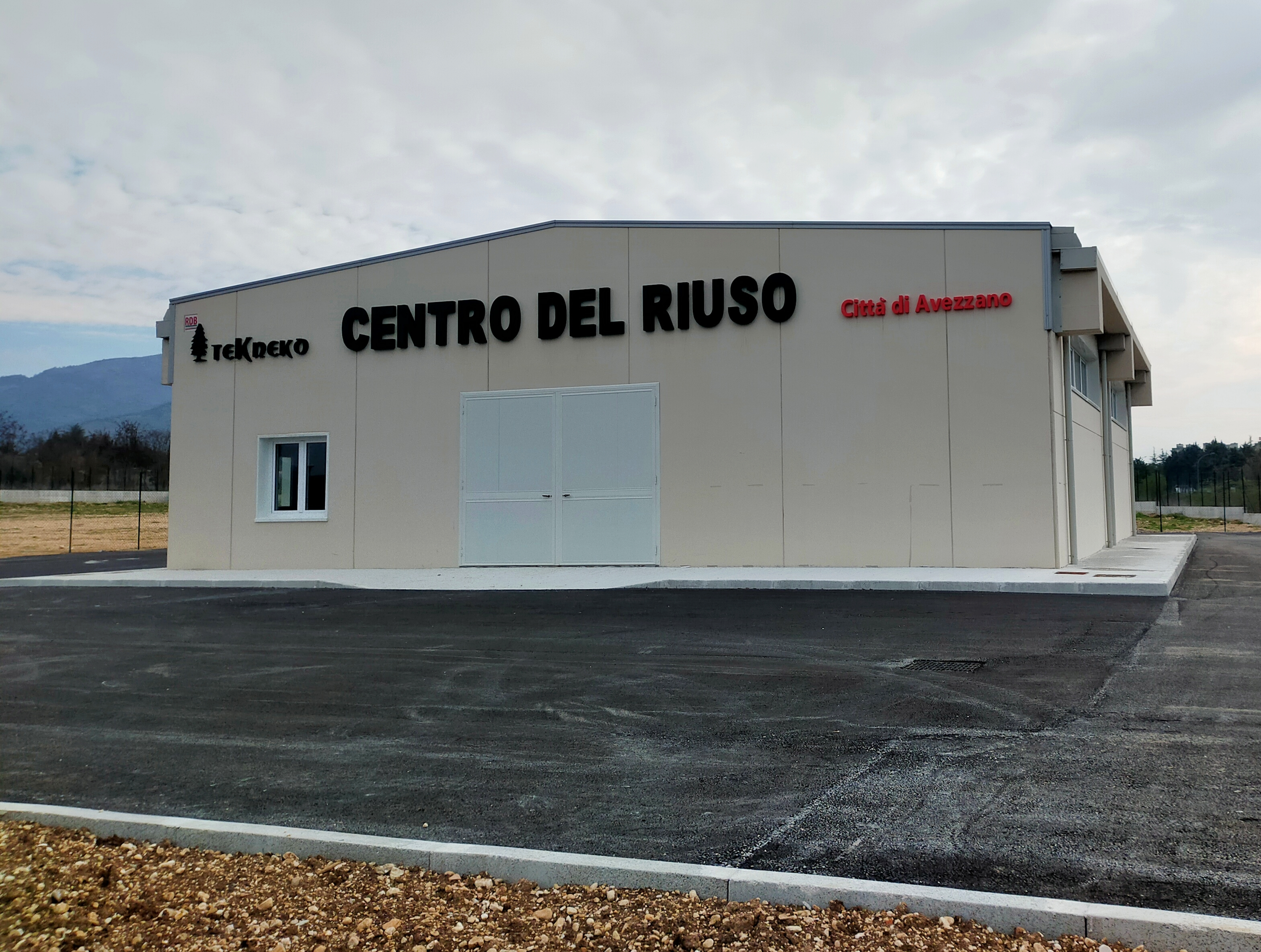
Centro del riuso ad Avezzano in Abruzzo

Tra gli esempi più famosi e pubblicizzati spiccano l'Urban Ore Ecopark, nella città di Berkeley dello Stato della California, l'Ecoparco Municipale della città di Göteborg in Svezia, la rete Kringloop nelle Fiandre belga.
Ma è in Italia (dove, a differenza di paesi con reddito pro-capite più alto, i prezzi dell'usato riescono a sostenere i costi di operazione), che i centri di riuso mostrano le migliori performance nella relazione tra risultati quantitativi ed efficienza gestionale. Il centro di riuso gestito dalla Cooperativa Insieme a Vicenza, riutilizza ogni anno oltre 600 tonnellate dando lavoro a oltre 100 persone; la cooperativa Mattaranetta di Verona ne riutilizza circa 300 dando lavoro a decine di persone. Sono esperienze note anche quella di Capannori e quella di Serra de' Conti, nonostante non abbiano ancora raggiunto risultati quantitativamente rilevanti; secondo il IV Rapporto Nazionale sul Riutilizzo, la somma del riutilizzo di tutti i centri di riuso del centro italia non arriva ad eguagliare le 100 tonnellate l'anno, garantite mediamente da un singolo negozio di usato in conto terzi a conduzione familiare (in Italia ce ne sono circa 4000). 
Sono in fase di studio e comparazione i costi e i risultati dei modelli "integrati" (dove la raccolta dei rifiuti si integra alla raccolta del riutilizzabile) e i costi e i risultati dei modelli "paralleli" (dove si raddoppia il servizio al fine di non far cadere l'oggetto riutilizzabile nella classificazione formale di "rifiuto").

## Limiti della normativa vigente
La tematica legata alla gestione dei rifiuti è tema di lavoro per Comunità Europea, Legislatore nazionale, Ministero dell'Ambiente, operatori, cittadini. Le disposizioni in materia di ambiente a livello europeo (la Direttiva CE 98/2008), a livello nazionale (Piano Nazionale di Prevenzione Rifiuti – Min. dell'Ambiente, 7/10/2013) e la stessa Legge Quadro in materia di ambiente (art. 180 bis del D.Lgs 152/2006) definiscono la priorità di azioni su cui intervenire negli anni futuri. Trasversalmente a tutte le normative citate, emerge come la prima azione individuata sia quella della prevenzione della
produzione dei rifiuti.
Sebbene le realizzazioni esistenti siano in prevalenza di iniziativa privata, la necessità di normare e stimolare la creazione di Centri di Riparazione e Riuso ha spinto la Comunità Europea a prescrivere agli Stati membri delle direttive comunitarie in cui è inclusa l'iniziativa pubblica.
In particolare, l'art. 4 della direttiva CEE 17/6/2008 definisce «una gerarchia dei rifiuti da applicare quale ordine di priorità della normativa e della politica in materia di prevenzione e gestione dei rifiuti».
In Italia, il Testo Unico Ambientale (Decreto Legislativo 3 aprile 2006 n. 152, modificato dal DLGS 3 dicembre 2010n. 205, GU n. 288 del 10-12-2010) al riguardo di ciò, l'art. 179 «criteri di priorità nella gestione dei rifiuti», nel comma 1 riporta:

«le pubbliche amministrazioni perseguono (…) iniziative dirette a favorire prioritariamente la prevenzione e la riduzione della produzione e della nocività dei rifiuti».
L'unico articolo che dovrebbe esserne direttamente correlato in funzione della prioritaria prevenzione e riduzione è l'art. 6 dello stesso Decreto, il quale specifica il solo «riutilizzo di prodotti e preparazione per il riutilizzo di rifiuti». Infatti, nel comma 1 definisce che:

«le pubbliche amministrazioni promuovono (…) iniziative dirette a favorire il riutilizzo dei prodotti e la preparazione per il riutilizzo dei rifiuti».
Il comma 1a collega la promozione a strumenti economici per cui sono impiegabili le cosiddette imposte di scopo come la tassa sull'usa e getta, mentre i commi 1d e 1e prevedono rispettivamente degli obiettivi quantitativi e delle misure educative.
Il comma 1b dispone:

«la costituzione ed il sostegno di centri e reti accreditati di riparazione/riutilizzo» ma, nonostante il comma 1c ne abbia imposto l'adozione entro giugno 2011, dopo un anno questa norma non è stata ancora tradotta in iniziative concrete dalla quasi totalità delle amministrazioni locali.
Bisogna evidenziare che la mancata attuazione del decreto è dovuta in gran parte alle contraddizioni presenti nello stesso Decreto, in particolare nella valenza giuridica da attribuire al termine "rifiuto".
Secondo il Testo Unico Ambientale qualsiasi oggetto è classificato come "rifiuto" in funzione della necessità del "disfarsene" (art. 10 DGLS 205/2010) a prescindere dal potenziale riutilizzo diretto o previa riparazione:

«qualsiasi sostanza od oggetto di cui il detentore si disfi o abbia l'intenzione o abbia l'obbligo di disfarsi».
La norma riproduce la Circolare del Ministero dell'Ambiente 28.06.1999 (poi adottata dal DLGS 152/2006, Parte Quarta, rispettivamente allegati B e C) per cui «un soggetto si disfa di qualche cosa quando è in atto o è stata effettuata un'attività di smaltimento o di recupero». Va specificato che nel Testo Unico Ambientale le operazioni di "smaltimento" e "recupero" collegate all'art. 10 non comprendono il riutilizzo.
La contraddizione è quindi nell'interpretazione del termine "disfarsi", nelle opinabili intenzioni del "detentore" e nell'esclusione di qualsiasi operazione di riutilizzo. La disciplina previgente (art. 14, DLGS 138/2002) recepiva la direttiva CEE/91/156 già presente nel "decreto Ronchi" (art. 6, comma 1, lettera a, DLGS 22/1997) che prescriveva come "rifiuto" «...qualsiasi sostanza od oggetto che rientra nelle categorie riportate nell'Allegato A alla parte quarta del presente decreto e di cui il detentore si disfaccia o abbia deciso o abbia l'obbligo di disfarsi».
L'abrogazione dell'allegato A (art. 264, DLGS 152/2006, sostituito con art. 10, DGLS 205/2010) è stata più volte richiamata in sede comunitaria fino alla condanna dell'Italia da parte della Corte di Giustizia Europea (Corte di Giustizia Sez. III 18 dicembre 2007, Commissione/Italia).
Le motivazioni pertinenti ai fini del riutilizzo sono:
1. il verbo «disfarsi» deve essere interpretato considerando le finalità della normativa comunitaria e, segnatamente, sia la tutela della salute umana e dell'ambiente contro gli effetti nocivi della raccolta, del trasporto, del trattamento, dell'ammasso e del deposito dei rifiuti, sia un elevato livello di tutela e l'applicazione dei principi di precauzione e di azione preventiva (Corte Giustizia 18 aprile 2002, Palin Granit);
2. l'applicazione delle direttive in tema di rifiuti non può dipendere dall'intenzione del detentore di escludere o meno una riutilizzazione economica da parte di altre persone delle sostanze o degli oggetti di cui si disfa (Corte Giustizia 28 marzo 1990, Vessoso).

## Controversie
Nel 2021 il Presidente della Commissione Ecomafie, Stefano Vignaroli, ha lanciato un segnale d'allarme sull'abitudine di molti Centri di Riuso di vendere beni usato in modo sommerso: dinamica che se venisse messa a sistema favorirebbe delitti ambientali e infiltrazioni della criminalità organizzata . Secondo il Centro di Ricerca Rifiuti Zero, tale pratica è adottata da più del 50% dei Centri di Riuso .
"Stando così la situazione", ha scritto Eleonora Truzzi su Leotron "com’è possibile rendere i centri di riuso totalmente regolari e integrati al sistema? Nonostante la loro forma non sia stata ancora definita del tutto, il loro ruolo non è certo da sottovalutare, perché normalmente sono ubicati in adiacenza dei centri di raccolta comunali, che sono il principale snodo attraverso il quale transitano le 600.000 tonnellate di beni durevoli potenzialmente preparabili al riutilizzo. Ma la preparazione per il riutilizzo, al contrario dei centri di riuso, è vincolata alla normativa sui rifiuti e potrebbe avere un forte svantaggio competitivo verso un’opzione più semplice e, fino ad oggi, caratterizzata da informalità e spontaneismo. I centri di riuso, nel concreto, rischiano di sottrarre agli impianti di preparazione per il riutilizzo tutti i beni maggiormente valorizzabili rendendone impossibile la sostenibilità economica."